# حمام متوج غربي
الحمام المتوج الغربي (الاسم العلمي: Goura cristata) ويسمى أيضا الحمام المتوج الشائع أو الحمام المتوج الأزرق، وهو أحد أنواع الحمام من جنس الحمام المتوج، كبير الحجم، يحتوي على ريش رمادي مزرق مع عرف مزركش أزرق، وقناع أزرق حول العينين. الذكر والانثى لهما نفس المظهر تقريبا لكن الذكور غالبا ما تكون أكبر من الإناث. طوله تقريبا 70 سم (28 أنش) ويزن 2,100 غرام (4.6 رطل).

## معرض صور

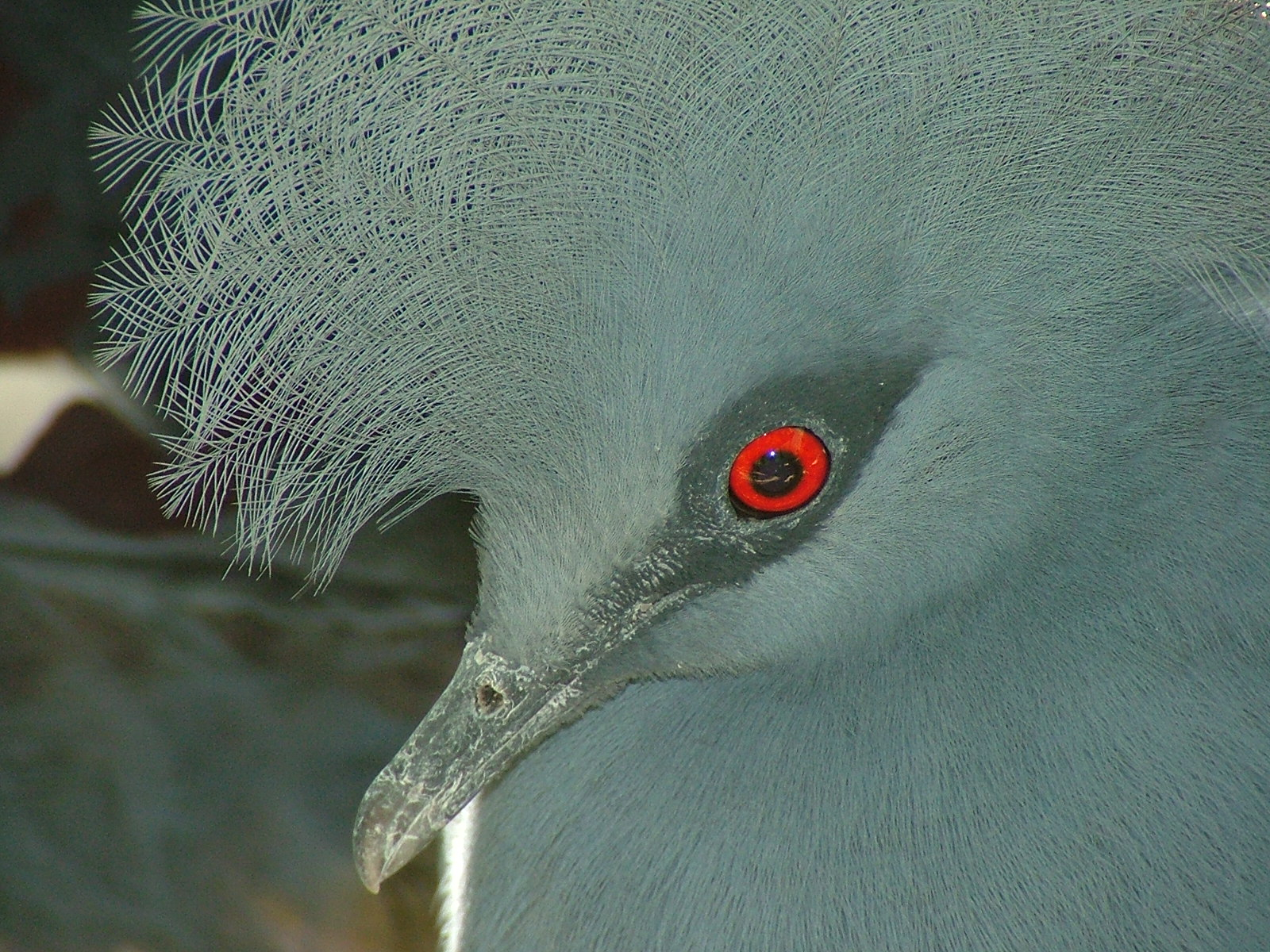
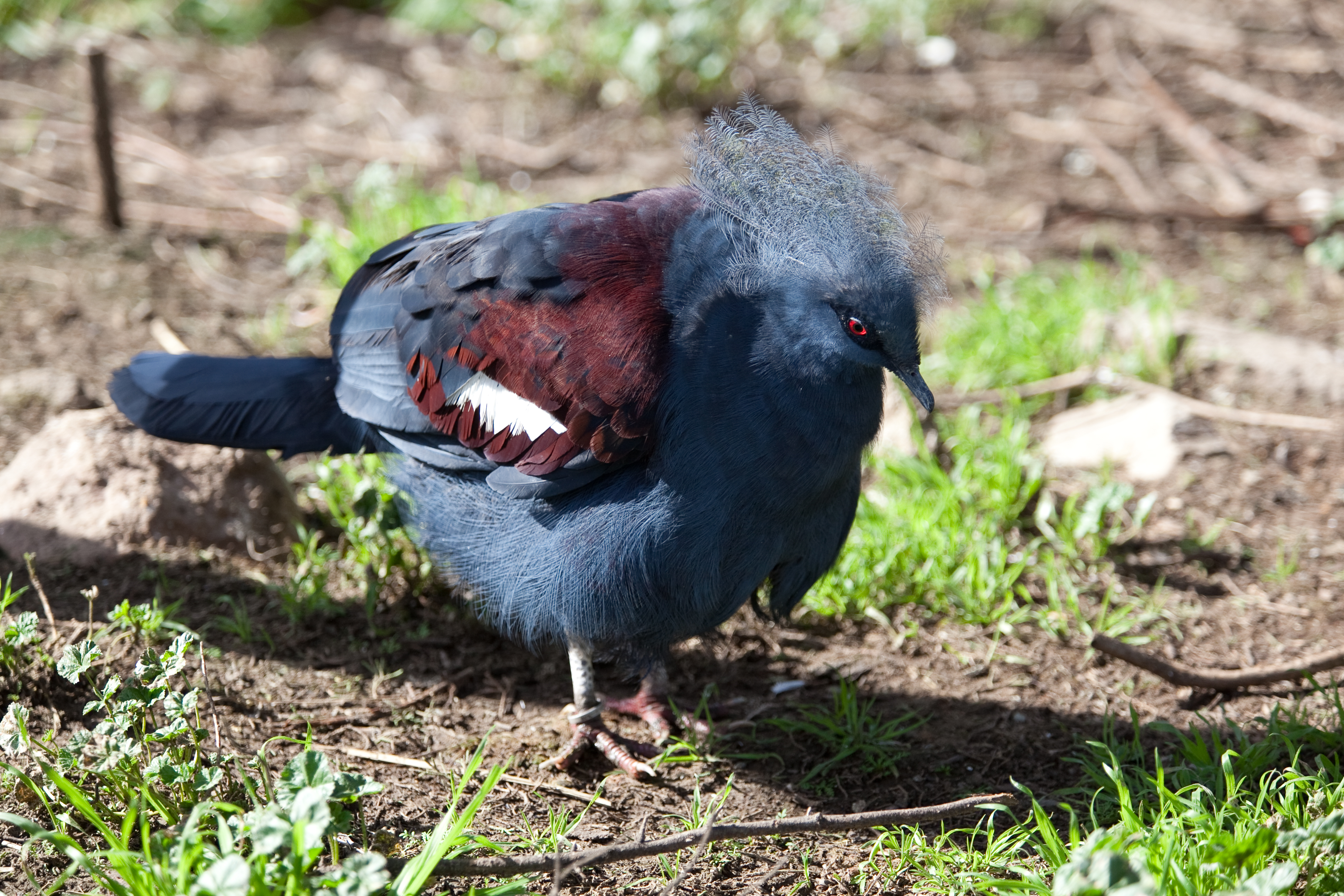
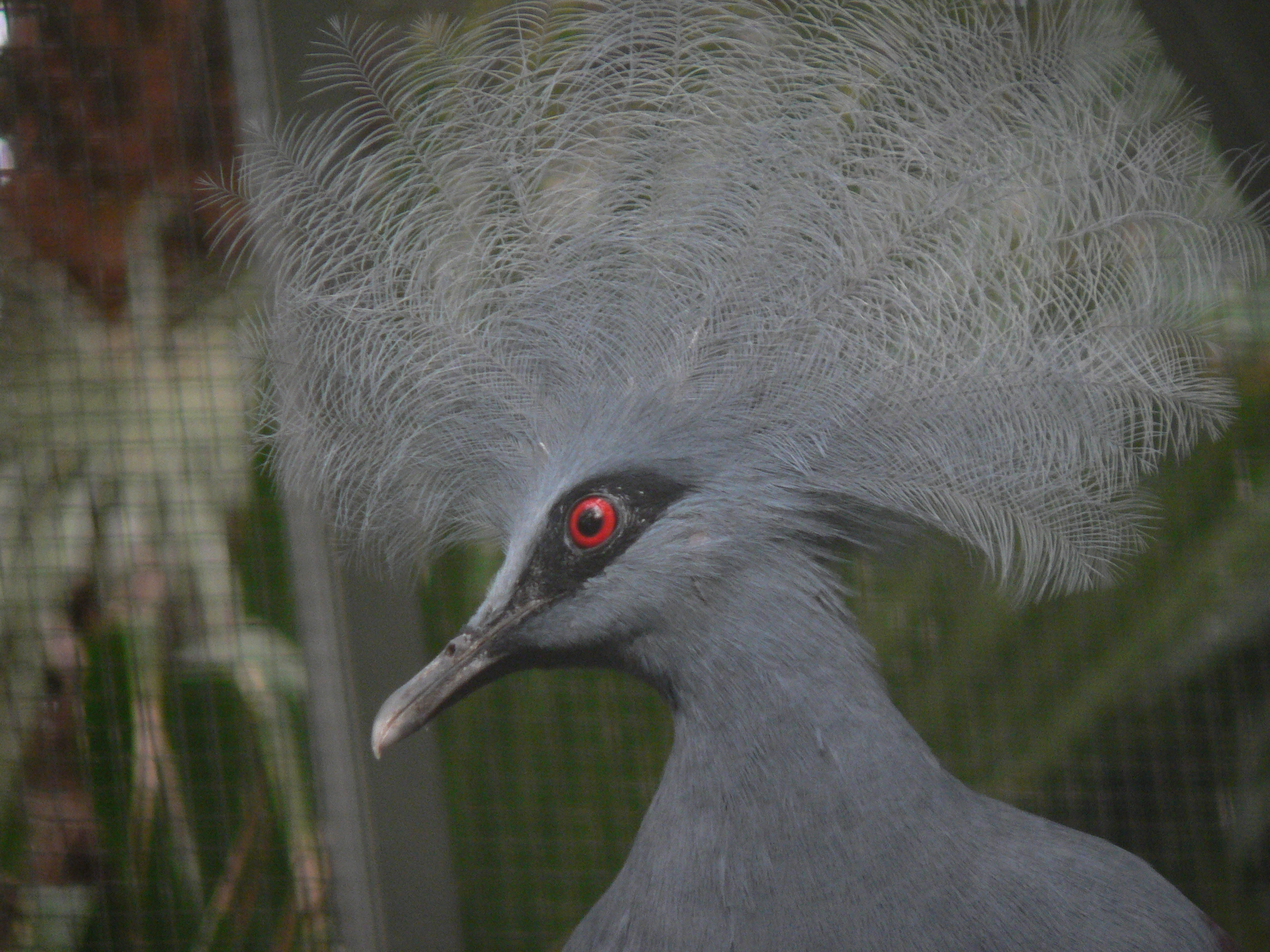
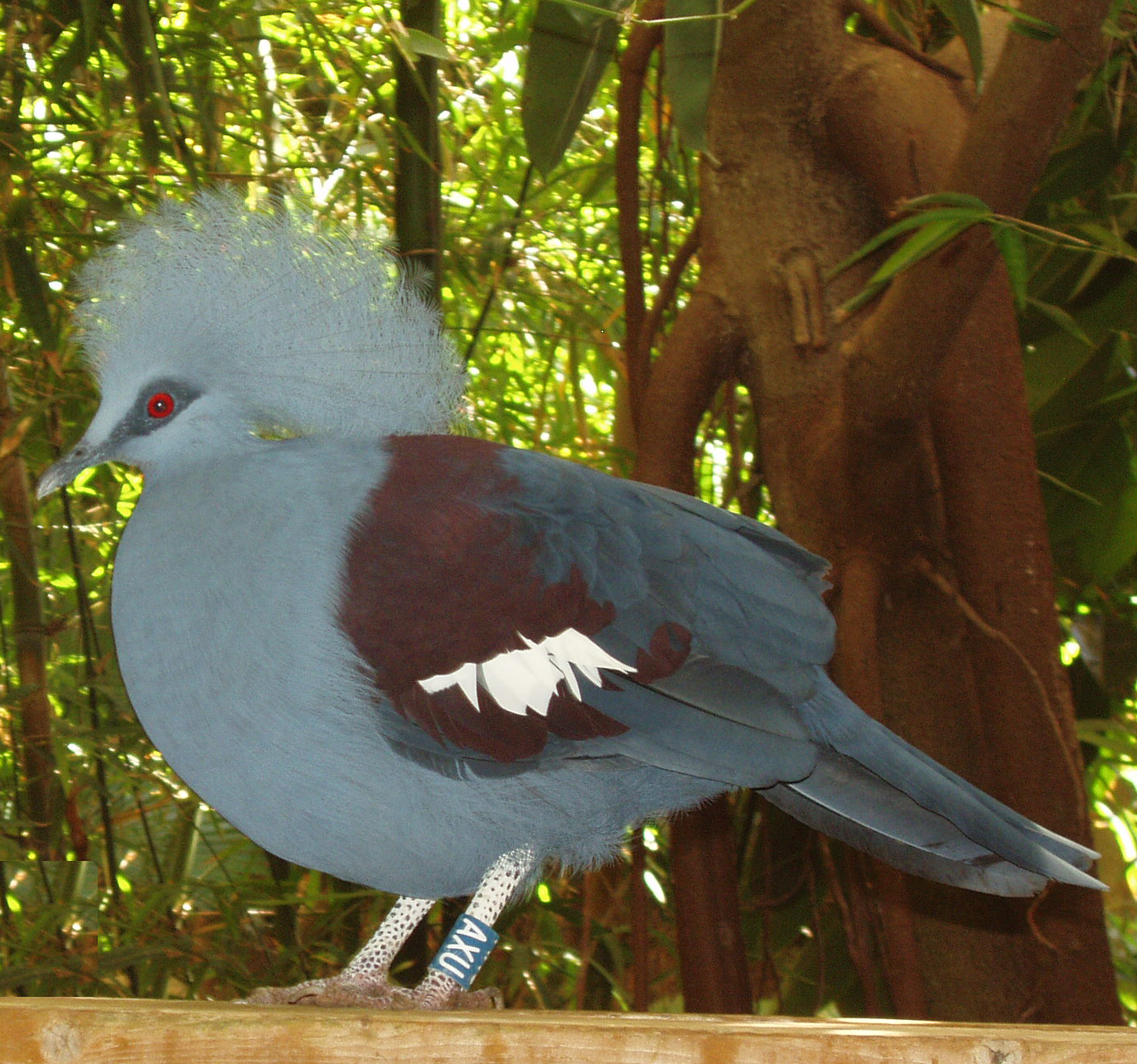
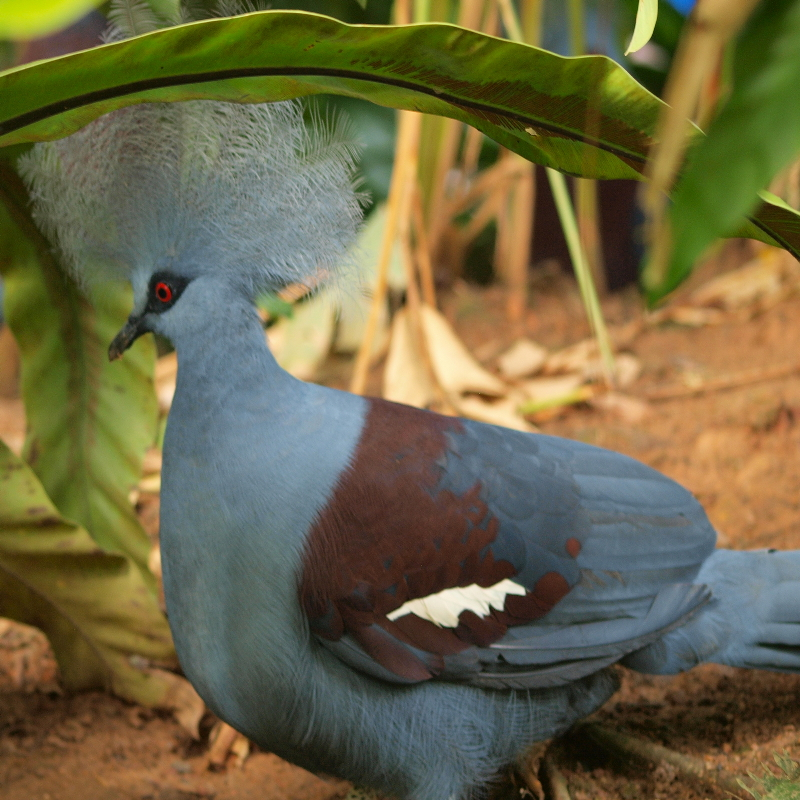